# Цирк дю Солей

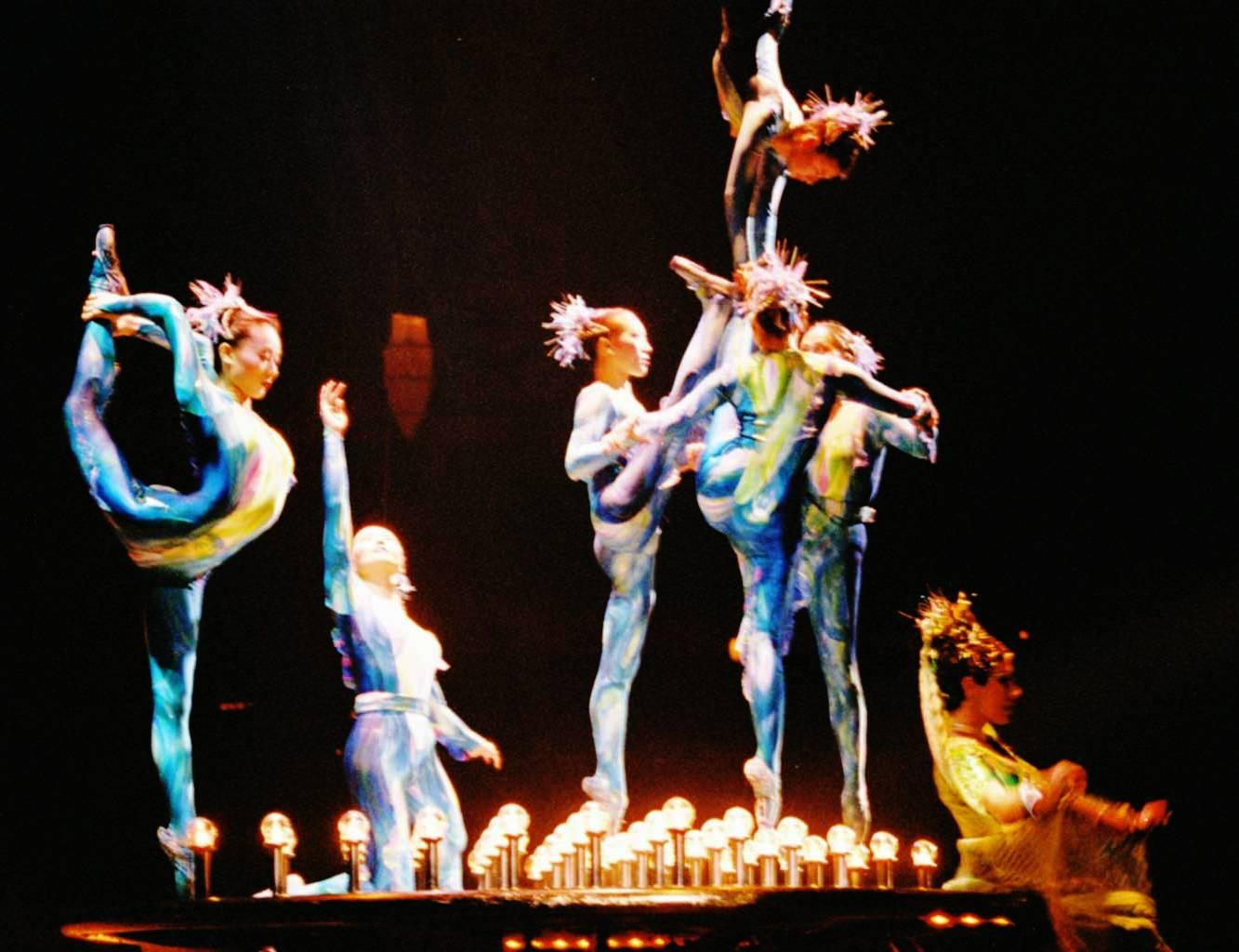
Виступ у Відні, 2004 рік

«Цирк дю Солей» (фр. Cirque du Soleil; у перекладі «Цирк Сонця») — компанія-представник сучасного жанру циркового мистецтва. Заснована 1984 року Гі Лаліберте (Guy Laliberté) та Даніелем Готьє (Daniel Gauthier), базується в Монреалі (Канада).
«Цирк Сонця» налічує понад 4000 осіб, що працюють у різних трупах, що дозволяє компанії давати вистави в декількох точках світу одночасно. Пропонує видовищні вистави, постановка яких здійснена на арені під тимчасовим шатром (шапіто), на постійній цирковій арені або на театральній сцені. Річний виторг цирку перевищує 810 млн доларів.
Про цирк Сонця кажуть[хто?], що він вдихнув нове життя в циркове мистецтво. Поряд із суперзірками популярної музики він розважав публіку під час 74-ї церемонії вручення премії «Оскар», 50-й ювілейній церемонії «Греммі» і матчу Супер Боул XLI. Нагороджений провідними преміями циркового світу (запис одного з їхніх шоу — телепремій «Еммі»). 2009 року в Москві цей цирк відкривав фінал музичного конкурсу «Євробачення». 2010 року цирк виступав на конференції ЄС. 2011 року цирк виступав у Києві із шоу Saltimbanco, та знову відвідав місто у лютому 2020 року.
Мар'яна Соболь стала першою українською солісткою Цирка дю Солей (рідний будинок актриси у м. Павлоград).
Соліст цирку Віктор Кіктєв, жонглер-еквілібрист — народився і почав вивчати циркове мистецтво у м. Прилуки.

## Вистави в хронологічному порядку
Багато назв вистав «Цирку Сонця» є іменами власними і не потребують перекладу.
- 1984 Le Grand Tour (Велика Подорож)
- 1987 Le Cirque Réinventé (Цирк, вигаданий заново)
- 1990 Nouvelle Expérience (Новий досвід)
- 1990 Fascination (Чарівність)
- 1992 Saltimbanco (Бродячий акробат) (перша постановка в шапіто)
- 1993 Mystère (Містерія)
- 1994 Alegría (Радість, Веселощі)
- 1996 Quidam (Хтось)
- 1998 «O»
- 1998 La Nouba (гуляти, марнувати життя)
- 1999 Dralion (дракон та лев)
- 2002 Varekai
- 2003 Zumanity — The sensual Side of Cirque du Soleil (Чуттєва сторона Цирку Сонця)
- 2004 Kà
- 2005 Corteo (Кортеж)
- 2006 Delirium (Марення)
- 2006 The Beatles Love (Бітлз - Любов)
- 2007 Koozå
- 2007 Saltimbanco (вистава на постійній арені)
- 2007 Wintuk
- 2008 Criss Angel Believe
- 2008 Zed
- 2008 Zaia
- 2009 Ovo (Яйце) — захоплива подорож до заповненого енергією і постійним рухом світу комах
- 2009 Banana Shpeel
- 2010 Totem (Тотем) — чудова подорож-історія еволюції людства
- 2011 Zarkana
- 2011 Michael Jackson THE IMMORTAL World Tour
- 2012 Amaluna
- 2023 Cirque du Soleil ECHO